# Юлій III
Папа Римський Юлій III (в миру Джанмаріа Чоккі дель Монте; італ. Giovanni Maria Ciocchi del Monte; 10 вересня 1487 — 23 березня 1555) був папою римським з 7 лютого 1550 року по 23 березня 1555 рік.

## Життєпис
Джанмаріа Чоккі дель Монте народився 10 вересня 1487 року в Римі. Павло III призначив його кардиналом і першим головуючим Тридентського собору. Початок його понтифікату не вказував на можливість реформ. Юлій III поновив традиції свят і карнавалів у Римі. Він призначив кардиналами не тільки своїх родичів, але й служителя, що доглядав мавп, яких папа тримав в своїх парках. У 1551 році Юлій III наказав поновити засідання Тридентського собору. Спроби папи поновити в Англії католицизм виявились марними. У 1551 році капельмейстером папского двору став композитор Джованні П'єрлуїджі да Палестріна (1525–1594) — найвидатніший представник поліфонії епохи Відродження.